# Guillaume Farinier
Guillaume Farinier (Gourdon, ... – Avignone, 17 giugno 1361) è stato un cardinale francese.

## Biografia
Fu prima provinciale, poi generale (1348-1357) e successivamente, per un anno, vicario generale dell'Ordine francescano. Fu creato cardinale da papa Innocenzo VI. Scrisse diverse opere sulle Sacre Scritture e la morale.